# Marduk-Kabitahheixu
Marduk-Kabitahheixu va ser governador d'Isin sota el rei elamita Kutir-Nakhunte. Segons la Llista dels reis de Babilònia va ser el fundador de la dinastia d'Isin que va governar aquell país. Sembla que va fer costat als reis d'Elam quan van posar fi a la dinastia cassita que governava Babilònia.
Era contemporani de Silkhak-Inxuixinak d'Elam, i va expulsar del seu territori a les tropes elamites en diverses campanyes. No se sap si hi va haver a Babilònia una dinastia de reis elamites abans de la dinastia d'Isin i després de la dels cassites, ja que no consta en cap de les llistes conservades, o potser hi van haver dues dinasties sobreposades, la d'Isin i la d'Elam.
A la seva mort, potser el 1150 aC es va independitzar i va intentar apoderar-se de Sumer, però Silkhak-Inxuixinak va dominar fàcilment la situació mentre va actuar a la zona. Cap a l'any 1140 aC va morir segurament encara vassall del rei elamita i el va succeir el seu fill Ittimardukbalatu.